# Eurygenys ricinorum
Eurygenys ricinorum là một loài tò vò trong họ Ichneumonidae.